# Lotononis curtii
Lotononis curtii är en ärtväxtart som beskrevs av Hermann August Theodor Harms. Lotononis curtii ingår i släktet Lotononis och familjen ärtväxter. Inga underarter finns listade i Catalogue of Life.